# برناته تیچینو
برناته تیچینو (به ایتالیایی: Bernate Ticino) یک کومونه در ایتالیا است که در استان میلان واقع شده‌است.

## خصوصیات
برناته تیچینو ۱۲٫۱ کیلومترمربع مساحت و ۳٬۰۵۷ نفر جمعیت دارد و ۱۳۰ متر بالاتر از سطح دریا واقع شده‌است.